# Фернандо Кампос
Фернандо Іван Кампос Кірос (ісп. Fernando Ivan Campos Quiroz, 15 жовтня 1923 — 14 вересня 2004) — чилійський футболіст, що грав на позиції півзахисника за клуби «Сантьяго Вондерерз» та «Коло-Коло», а також національну збірну Чилі.

## Клубна кар'єра
У футболі дебютував 1947 року виступами за команду «Сантьяго Вондерерз», в якій провів три сезони. 
1951 року перейшов до клубу «Коло-Коло», за який відіграв 2 сезони.  Більшість часу, проведеного у складі «Коло-Коло», був основним гравцем команди. У складі «Коло-Коло» був одним з головних бомбардирів команди, маючи середню результативність на рівні 0,37 голу за гру першості. Завершив професійну кар'єру футболіста виступами за команду «Коло-Коло» у 1953 році.

## Виступи за збірну
1947 року дебютував в офіційних матчах у складі національної збірної Чилі. Протягом кар'єри у національній команді провів у її формі 5 матчів, забивши 3 голи.
У складі збірної був учасником Чемпіонату Південної Америки 1947 року в Еквадорі.
Був присутній в заявці збірної на чемпіонаті світу 1950 року у Бразилії, але на поле не виходив.
Помер 14 вересня 2004 року на 81-му році життя.